# 四式四〇糎噴進砲
四式四〇糎噴進砲（よんしきよんじっせんちふんしんほう）とは、第二次世界大戦末期において大日本帝国陸軍が使用した口径400 mmのロケット砲弾である。

## 概要
四式四〇糎噴進砲は第二次世界大戦の末期に、陸軍の技術研究所において研究、制式採用された。比較的低コストで生産がたやすく、発射時に弾体が旋動して安定するため、迫撃砲よりも弾着が正確という利点があった。最初の部隊は1943年（昭和18年）に本砲を装備した。少数の部隊が硫黄島の戦い、沖縄戦に実戦投入された。本砲は砲撃陣地を構築するのが容易であり、連合軍の本土侵攻作戦（ダウンフォール作戦）に対抗する決戦兵器として秘匿された。少数生産された砲弾は本土に配備された。
木製の発射台や斜面から直接発射できた四式二〇糎噴進砲と異なり、四式四〇糎噴進砲は特別に設計した木製の発射台を必要とした。

## 構造
試作研究段階では金属製発射筒が装備されたが、鉄の枯渇から発射筒を配備するのは断念され、現地部隊で制作可能な木製の発射台を用いて発射した。発射台の総重量は200kgである。
照準器は高低、方向ともに簡便な木製のものを用い、精密な方向指示用に、ミル表示の刻まれた目盛り板を付加した。高低調整には錘つきの糸を垂らして鉛直を計った。方向照準は照星照門式である。射角は一定で45度とされた。
九六式電気門管による電気発火、または九六式摩擦門管による摩擦発火によって推薬に点火した。電気箱はバッテリーの納められた木製の箱であり、「安全」「点検」「発火」の切替装置が付いていた。発火電流は300ミリアンペアであった。
噴進用推薬は中央部に孔を開いた筒状のもので、直径47mm、孔径10mm、全長650mm、重量1.78kgである。これを37本弾体内部に納めた。推薬重量合計は66kgである。成分はニトログリセリン27%を含む無煙薬である。
砲弾は射程変換器を備えている。構造は弾体側方に設けられた4か所の噴気孔から噴気ガスを逃がすもので、この面積を規制螺で調節することにより、弾底から噴射されるガスの流量も制御される。これにより射程を調整した。噴気孔は幅20mm、長さ最大60mmである。噴気孔を全閉とすると飛翔速度220m/s、噴気孔を全開 (60mm) すると飛翔速度155m/sとなった。射程は最長4,000m、最小2,000mである。
砲弾弾体は安定翼がなく、かわりに弾底に設けられた44mm径の噴気孔6か所から燃焼ガスを噴き出す。噴気孔には25度の角度がつけられており弾体が右回転する。ロケット弾が右へ旋動することでジャイロ効果が付与され、弾道を安定させる。
現存する写真では射撃時の噴煙と衝撃が発射台周辺を広く覆っている。側方20メートル、後方40メートルを危険界とし、射撃時には人員をこの範囲から遠ざけた。発射時の爆風で位置を暴露しやすいのは、ロケット砲を装備した部隊の共通の欠点であった。信管には一〇〇式二働「迫」を使用した。この信管は着発と遅延発火を選択できる。連続発射すると発射レールが焼蝕されるため、これを付属の鉋で削って調整した。
炸薬量は98.28kgで、250kg爆弾級の充填量である。